# Asch-Scharh

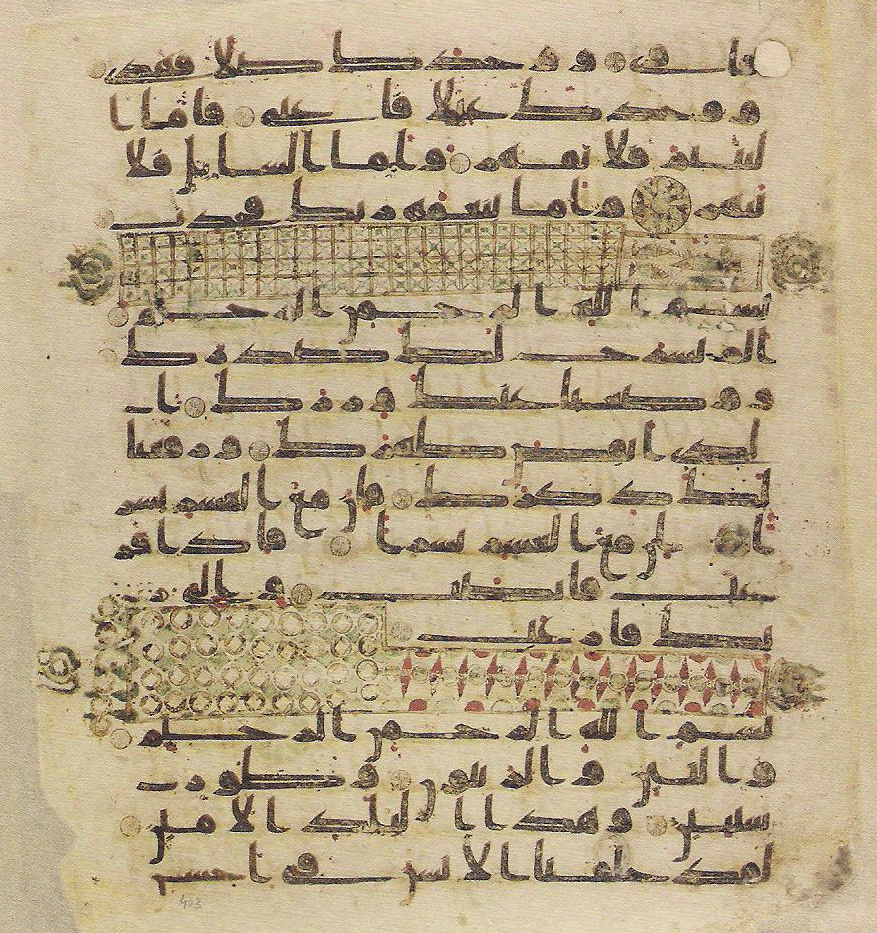
Folium mit Sure 93:6–11, 94 und 95:1–4 aus der Topkapı-Koranhandschrift, um 800

Asch-Scharh (arabisch الشرح asch-Scharḥ ‚Das Weiten‘) ist die 94. Sure des Korans, sie enthält 8 Verse. Die Sure gehört zu den frühen Teilen des Korans, die in Mekka offenbart wurden (610–615). Ihr Titel bezieht sich auf den ersten Vers.
Mohammed wird aufgefordert, sich an die Wohltaten Gottes zu erinnern und sich im Gebet an ihn zu wenden. Manche muslimischen Traditionen nehmen das Weiten der Brust im ersten Vers wörtlich und erzählen, wie der Erzengel Gabriel dem zehnjährigen Mohammed das Herz aus der Brust herausnahm und, nachdem er es von allem Übel gewaschen hatte, wieder in die Brust zurückbrachte. Die Verse 5 und 6 wiederholen die Aussage, dass auf die Erschwernis eine Erleichterung folgt – ein Versprechen, das auch in Sure 65:7 wiederholt wird.
Aufgrund der Ähnlichkeit von Inhalt, Stil und Länge nimmt Theodor Nöldeke in seiner Chronologie des Korans an, dass die vorhergehende Sure ad-Duha ungefähr gleichzeitig mit dieser Sure offenbart wurde. Eine ältere und unter Muslimen verbreitete Ansicht hat Ähnliches vermutet und ist der Grund dafür, dass die beiden Suren oft zusammen gelesen werden.
Zu der vorliegenden Sure 94 »asch-scharh« (Das Auftun, Das Weiten) sind terminologische und semantische Verbindungen zu Vers 125 der mekkanischen Sure 6 »al-an’âm« (Das Vieh) vorhanden, außerdem zu Vers 22 der mekkanischen Sure 39 »az-zumar« (Die Scharen) und nicht zuletzt zu Vers 25 der mekkanischen Sure 20 »Tâ Hâ« (Ta Ha).